# Priscilla Susan Bury
Pour les articles homonymes, voir Bury.
Priscilla Susan Bury, née Kalkner, est une botaniste et une illustratrice britannique, né le 12 janvier 1799 à Liverpool et morte le 8 mars 1872 à Croydon.

## Biographie
Fille d’un riche marchand de Liverpool, elle se marie avec le constructeur de locomotives Edward Bury. Elle se lie avec William Roscoe (1753-1831), mécène et botaniste amateur. Bien qu’elle n’ait jamais reçu formation de botaniste ou qu’elle soit une illustratrice professionnelle, elle fait paraître de 1831 à 1834 le livre A Selection of Hexandrian Plants, dont les planches sont de sa main. Elle confie la gravure au londonien Robert Havell, graveur des planches d’Audubon (1785-1851). Le livre est réalisé en aquatinte et peint en partie à la main. Son tirage est de 350 exemplaires.
Bury est aussi l’auteur d’illustrations pour The Botanist de Benjamin Maund (1790-1863).

## Source
- Brent Elliott (2001). Flora. Une histoire illustrée des fleurs de jardin. Delachaux et Niestlé (Lausanne) : 335 p.